# Чапультепекский дворец
Чапультепе́кский дворец (исп. Castillo de Chapultepec) — бывшая резиденция губернаторов, императоров и президентов Мексики на холме Чапультепек в Мехико, на высоте 2325 м над уровнем моря.

## История
Заложен в 1785 году вице-королём Бернардо де Гальвесом (чьё имя носит техасский город Гальвестон). В силу издержек строительство было приостановлено, и король приказал продать дворец на аукционе. Покупатели нашлись в 1806 году — это были городские власти Мехико. Дворец стал обитаем в 1833 году, когда здесь разместили военную академию. Тогда же к зданию была пристроена обзорная башня «Высокий рыцарь» (caballero alto).
Во время вторжения американцев в Мексику за обладание дворцом развернулась ожесточённая схватка, известная как битва при Чапультепеке. Резиденцию обороняли, помимо солдат регулярной армии, двести кадетов в возрасте от 13 лет (т. н. дети-герои).
В 1864 году император Максимилиан Габсбург облюбовал дворец в качестве своей загородной резиденции. Он привлёк нескольких европейских и мексиканских архитекторов к перепланировке дворца в стиле барокко и неоклассицизма. На крыше здания ботаник Вильгельм Кнехтель разбил сад. От дворца к столице был проложен променад Императрицы (ныне — бульвар Пасео-де-ла-Реформа, центральная городская магистраль).
После казни императора во дворце несколько лет действовала Мексиканская национальная астрономическая обсерватория, затем до 1939 года он служил резиденцией президентов Мексики. Ныне здесь помещается главная экспозиция Национального исторического музея.
В начале 1945 года в Чапультепекском дворце под эгидой США проходила межамериканская конференция по вопросам войны и мира. В 1991—1992 годах здесь были заключены Чапультепекские соглашения, закончившие гражданскую войну в Сальвадоре.